# Mohelnice
Mohelnice (tjekkisk udtale: [ˈmoɦɛlɲɪtsɛ]; tysk: Müglitz) er en by i distriktet Šumperk i regionen Olomouc i Tjekkiet med omkring 9.400 indbyggere. Den historiske bymidte er velbevaret og er beskyttet ved lov som en urban monumentzone.

## Inddeling
Landsbyerne Křemačov, Květín, Libivá, Podolí, Řepová, Studená Loučka og Újezd er administrative dele af Mohelnice. Studená Loučka udgør en eksklave af det kommunale område.

## Geografi
Mohelnice ligger omkring 21 km  syd for Šumperk og 30 km  nordvest for Olomouc. Den østlige del af kommunens område ligger i lavlandetMohelnice-depressionen , som er opkaldt efter byen. Den vestlige del ligger i Zábřehhøjlandet.
I den østlige del ligger to kunstige søer skabt af oversvømmende sandstensbrud, Mohelnické og Moravičanské. Den østligste del af Mohelnice med Moravičanské-søen ligger i det beskyttede landskabsområde Litovelské Pomoraví. Bækken Mírovka løber gennem byen, og ud i Morava-floden, som danner den østlige kommunegrænse.

## Historie
Den første skriftlige omtale af Mohelnice er i et skøde af biskop Jindřich Zdík fra 1141, da det var ejet af Olomouc bisperådet. I 1273 blev Mohelnice først omtalt som en by. 
I 1307 og 1312 blev byen ødelagt af pest. I 1424 blev det erobret af hussitterne og 700 mennesker døde. I løbet af første halvdel af 1500-tallet blev den genopbygget, og byens befæstning blev bygget. Trediveårskrigen ødelagde Mohelnice – i 1623 blev den plyndret af de svenske tropper, og over 30% af indbyggerne døde af pesten. Svenskerne plyndrede byen igen i 1642, 1643, 1644 og 1647. Halvdelen af byen blev ødelagt af brand i 1662. I 1685 fandt de berygtede hekseprocesser sted, hvor den lokale præst, Alois Lautner blev brændt på bålet.
Byens tekstilindustri begyndte at fungere i 1713, og i 1714 led byen under endnu en pestepidemi. Der var en anden betydelig brand i 1739, som ødelagde mere end halvdelen af byen. Under de Schlesienske krige blev byen plyndret flere gange. I 1772 havde Mohelnice 1.867 indbyggere, i 1792 var det 3.887. Der var koleraepidemier i 1832, 1849, 1851 og 1866. Byen led af brand i 1841 og få mindre brande senere. I 1863 byggede Mohelnice sit første sanitetssystem.
I det 19. og 20. århundrede blev byen industrialiseret, og forskellige fabrikker blev etableret. I 1910 blev de fleste af de gamle bymure revet ned.
Før 2. verdenskrig havde byen et tysktalende befolkningsflertal. I 1938 blev byen besat af Nazityskland og administreret som en del af Reichsgau Sudetenland. Efter krigen blev den tyske befolkning fordrevet . Dette fik byen til at blive næsten øde. Inden for få måneder blev byen imidlertid genbefolket af familier fra andre dele af Tjekkoslovakiet.
I anden halvdel af det 20. århundrede gennemgik byen store byændringer, herunder indsnævringen af Mírovkabækken.

## Kultur
Fra 1975 var Mohelnice kendt for folke- og countrymusikfestivalen Mohelnický dostavník. Traditionen sluttede i 2020.

## Seværdigheder
Det historiske centrum består af byens historiske grundplan med en central plads og ringformede gader. Svobody-pladsen er delvist omkranset af to-etagers borgerhuse. Rester af murene og den nordlige indgangsport fra 1540 er bevaret fra byens befæstning.
Det andet vigtige område er Kostelní-pladsen med sognekirken Sankt Thomas af Canterbury . Den oprindelige kirke på dette sted blev første gang nævnt i 1247. Denne kirke blev udvidet i det 14. århundrede og genopbygget i det 15. århundrede, efter at den var brændt ned. Gotisk, renæssance og barok stil flettes sammen i sin konstruktion. De sidste ændringer var i nygotisk stil. Det har en rig barok indretning. Kirketårnet er byens vartegn.
Biskoppens slot på Kostelní-pladsen er en af de ældste bevarede bygninger i hele regionen. Det blev bygget senest i det 13. århundrede. I dag er der et egnsmuseum.